# Contea di Newton (Missouri)
La contea di Newton (in inglese Newton County) è una contea dello Stato del Missouri, negli Stati Uniti. La popolazione al censimento del 2000 era di 52 636 abitanti. Il capoluogo di contea è Neosho.